# ريان سكوفيلد
ريان سكوفيلد (بالإنجليزية: Ryan Schofield) هو لاعب كرة قدم بريطاني في مركز حراسة المرمى، ولد في 11 ديسمبر 1999 في هدرسفيلد في المملكة المتحدة. لعب مع نادي اتحاد مانشستر ونوتس كاونتي وهدرسفيلد تاون.